# Harmonium (groupe)
Pour les articles homonymes, voir Harmonium (homonymie).
Harmonium est un groupe de folk rock québécois,, formé en novembre 1972 à Montréal par Serge Fiori et Michel Normandeau. Ils sont rejoints par Louis Valois en 1973 et, à partir du deuxième album, par plusieurs autres musiciens.
Groupe phare de la musique québécoise, Harmonium était l'un des plus populaires au Québec dans les années 1970 et reste au début du XXIe siècle considéré comme l'un des plus emblématiques et influents de la province.

## Biographie

### Origines
En 1972, Serge Fiori étudie en communications et gagne sa vie comme musicien au sein de l'orchestre de son père Georges en plus de jouer dans quelques bars de Montréal. Michel Normandeau, journaliste au journal Forum de l’Université de Montréal, mais passionné de théâtre, projette de faire la mise en scène d'une pièce de son ami et colocataire Claude Meunier. Normandeau demande à Fiori de composer une musique pour cette pièce de théâtre, « l’embryon des Voisins », mais le projet est finalement abandonné. Meunier décide de déménager et Normandeau invite alors Fiori à loger chez lui. Comme tous deux jouent de la musique, pour s'amuser ils commencent à écrire des chansons en anglais. Intéressés par une carrière musicale, ils enregistrent une démo et rencontrent celui qui deviendra leur premier gérant, Yves Ladouceur, programmateur à la station radio CKVL-FM,, qui leur propose de chanter plutôt en français. Début 1973, ils invitent le bassiste Louis Valois, qui étudie en optométrie, à compléter la formation. Avec un répertoire embryonnaire, ils se produisent quand même dans des boîtes à chansons de Montréal (Chez Dieu, l'Évêché, l'Iroquois et surtout le Patriote) où leur son se peaufine et où ils trouvent un public fidèle.
Le 25 juin 1973, ils participent au spectacle de la St-Jean présenté dans le Vieux-Montréal devant 300 000 personnes et diffusé en direct sur les ondes de CKVL-FM. En novembre, ils sont invités à participer à l’émission Son Québec de CHOM-FM où ils interprètent Pour un instant, Un musicien parmi tant d’autres et une chanson qui ne sera jamais éditée en disque ou cassette, Un refrain parmi tant d’autres.

### Harmonium
Entretemps, Ladouceur approche les maisons de disque Capitol, Barclay, London, Columbia et Warner pour produire le premier disque du groupe, mais tous refusent, trouvant les pièces trop longues et sans intérêt commercial. Enfin, en 1973, la formation signe un contrat avec la compagnie ontarienne Quality Records (dont l'étiquette québécoise est Célébration). L'année suivante, avec « Bob » Morten comme producteur et Michel Lachance comme ingénieur du son, ils enregistrent en six jours leur album homonyme, un disque folk à saveur progressive. Il comprend principalement des harmonies vocales, les guitares et la basse mais s'y mêlent aussi du piano, de la flûte, des percussions, un peu de batterie (jouée par Réjean Émond) et un solo de bugle (Flugelhorn) (joué par Alan Penfold sur la pièce Harmonium). Ayant quitté le petit appartement qu'il partage avec Normandeau, Serge Fiori emménage avec sa conjointe sur la rue Outremont face à l'école primaire Lajoie. Il s'inspire du son des enfants qui jouent dans la cour de récréation pour écrire Aujourd'hui, je dis bonjour à la vie. Il enregistre ces voix d'enfants enjoués qu'on peut entendre en ouverture de la chanson pendant les improvisations d'harmoniques.
L'image qui apparaît sur la pochette, qui deviendra en quelque sorte le logo du groupe, est une gravure intitulée Habit de musicien de l'artiste français Nicolas II de Larmessin (1632-1694), tirée du recueil Les Costumes grotesques et les métiers paru en 1695,. Durant l'hommage à Fiori en juillet 2025, Louis Valois explique que le groupe débutant se sert de ce personnage, qu'ils baptisent Harmonium, pour présenter, sur leur affiche, les trois musiciens. Le groupe prend alors rapidement ce nom.[réf. nécessaire]
Le groupe remporte un succès considérable au Québec, comme en témoignent tant la vente de 125 000 exemplaires du disque que le nombre de concerts donnés par celui-ci. Les titres Un musicien parmi tant d'autres, Harmonium et surtout Pour un instant en sont les plus populaires. De plus, certaines chansons évoquent les aspirations souverainistes de plus en plus populaires à cette époque : « Des inconnus vivent en rois chez moi / Moi qui avais accepté leurs lois » (extrait de Pour un instant). En fait, le groupe a plusieurs fois pris la scène avant les discours de René Lévesque.

### Si on avait besoin d'une cinquième saison
Le deuxième album, communément appelé Les cinq saisons, est plus progressif et beaucoup plus complexe musicalement. Peter Burns agit, cette fois, comme producteur et ingénieur de son. Pierre Daigneault (flûtes, saxophones et clarinettes) et Serge Locat (piano et synthétiseurs) se greffent au groupe en plus de Marie Bernard, invitée spéciale aux ondes Martenot. Le groupe y raconte comment Montréal survit tant bien que mal aux quatre saisons et en invente une cinquième avec Histoire sans paroles, pièce instrumentale épique de 17 minutes, qui clôt l'album et sur lequel on entend des vocalises interprétées par Judi Richards. L'une des pièces de l'album ayant une faveur particulière de la critique et du public est sans aucun doute Dixie, chanson joyeuse et colorée dans le style dixieland et qui représente l'été. Fiori y inclut aussi un bref conte, La cinquième saison, qui apparaît sur la pochette entouré des illustrations de Louis-Pierre Bougie. En moins de deux semaines, 15 000 exemplaires de l’album sont vendus et on en écoulera jusqu'à 100 000 copies.
Le groupe participe à OK nous v’là !, le spectacle de la Fête Nationale québécoise de 1976 sur le Mont Royal, partageant la scène avec Beau Dommage, Octobre, Contraction, Raôul Duguay et Richard Séguin. Sur cette scène, ils joueront Comme un fou, chanson du prochain album qui n'avait pas encore de paroles.
L'album sera choisi, en 2015, par le magazine musical américain Rolling Stone pour occuper la 36e position de sa liste des « 50 meilleurs albums de rock progressif », le désignant comme étant « le summum de l'ensemble du mouvement folk-prog ».

### L'Heptade
Le troisième et dernier album du groupe, L'Heptade, prend une ampleur sans précédent et le concept repose sur les sept niveaux de conscience de la vie d'un personnage à travers son quotidien explorés par ses sept chansons. Celui-ci est enregistré à la maison de campagne de Fiori à St-Césaire en Montérégie, avec le studio mobile new-yorkais utilisé pour l'émission Saturday Night Live qui est en pause estivale.
Paul Dupont-Hébert devient le nouveau gérant et Michel Lachance reprend sa place derrière la table de mixage. Peu après le début de l'enregistrement de cet album-concept, Lachance, à la demande de Fiori, doit annoncer à Michel Normandeau, qu'il devra laisser sa place lors des enregistrements. Bon guitariste, la musique de ce nouveau disque demande maintenant l'apport de virtuoses et on juge que celui-ci peine à jouer convenablement ses partitions. On lui offre de rester dans l'entourage et de continuer à participer à la création du disque ; il a déjà substantiellement contribué à l'écriture des chansons. Blessé, il décide de quitter le groupe. Ce départ laisse donc Fiori et Valois seuls membres de la formation originelle avec Locat, toujours aux claviers. La sonorité de ce disque est très différente de celle des précédents en raison de l'arrivée de Denis Farmer (batterie), Monique Fauteux (chant et piano électrique), Robert Stanley (guitare électrique), Libert Subirana (Instruments à vent en remplacement de Pierre Daigneault) et surtout de l'Orchestre Symphonique de Montréal sous la direction de Neil Chotem (chef d'orchestre et arrangeur). Pierre Bertrand de Beau Dommage, Estelle Sainte-Croix du groupe Ville Émard Blues Band et Richard Séguin sont invités comme choristes. Au coût de 90 000 dollars cet album devient, à l'époque, la production la plus coûteuse de l'histoire du disque québécois. En 1976, les musiciens reçoivent une nomination aux prix Juno dans la catégorie « groupe de l'année »,.
Malgré des ventes qui atteindront, en moins d'un an, plus de 100 000 copies, cet album double se vend moins bien que les précédents, probablement à cause de la longueur des pièces (une dizaine de minutes en moyenne) qui se prêtent mal à la diffusion radiophonique ; aucun 45-tours n'en sera tiré. Par contre, une énorme tournée de 110 représentations suit la sortie de l'album. Le groupe se produit partout au Canada, dont dix soirs au Théâtre Outremont à Montréal, six soirs au Massey Hall de Toronto et un concert à Vancouver qui sera enregistré en juin 1977. Cet enregistrement sera lancé en 1980 sous le titre Harmonium en tournée par la Société Radio-Canada mais rapidement retiré du marché et ne sera plus disponible, sauf en versions piratées, jusqu'en 2002 où une réédition officielle sera enfin publiée sur disque compact. Cette prestation se démarque musicalement à plusieurs égards et ce, de manière notable, du disque original et, comme l'affirme Olivier Cruchaudet du magazine Big Bang, transforme « cette œuvre tellement intime, presque introvertie, en même temps fragile et intense, en une fastueuse splendeur, rutilante, débarrassée de son étouffante gangue orchestrale au profit d’un son électrique, puissant et envoûtant, incroyablement dynamique ».
Le groupe est invité en mi-1977 à la convention de CBS Records à Londres et partage la scène avec James Taylor. Celui-ci est impressionné par ce groupe et surtout par le son de leurs guitares. Il demande même à Fiori de lui prêter ses guitares pour une séance d'enregistrement qu'il devait faire cette nuit-là. En septembre-octobre 1977, Harmonium tient la première partie des concerts du groupe britannique Supertramp en tournée européenne pour les villes francophones ; Paris, Bruxelles, Bruges, Lyon, Marseille et Genève. Serge Locat quitte le groupe à la fin de cette tournée.

### Harmonium en Californie
L'élection du Parti québécois en 1976, une formation politique qui prône l'indépendance du Québec, suscite des inquiétudes au Canada et aux États-Unis voisins. À l'occasion d'une semaine culturelle à Berkeley en Californie, le ministère des Affaires intergouvernementales du Québec organise une mission à laquelle participent Pauline Julien, Monique Mercure, Michel Garneau et Harmonium qui deviennent pour l'occasion ambassadeurs culturels, accompagnés du premier ministre René Lévesque, sur place pour tenter de calmer les inquiétudes des américains face à la possibilité d'un Québec indépendant. Lors de ce Quebec Cultural Festival, un spectacle d'Harmonium à l'université de Californie à Berkeley est organisé pour le 29 septembre 1978. La prestation doit être annulée car le camion transportant l'équipement s'est perdu en route et arrivera avec trois jours de retard. La semaine suivante, le 3 et 4 octobre, le groupe donne des spectacles au club Starwood de Los Angeles. Ces prestations et le voyage feront l'objet du film Harmonium en Californie, réalisé par Robert Fortier qui sortira en octobre 1979, produit par l'Office national du film du Canada. On y entend des extraits de quelques chansons, y compris un pot-pourri des chansons Viens danser et La guitare des Pays-d'en-haut qui apparurent en mai 1978 sur l'album Deux cents nuits à l'heure du duo Fiori-Séguin sur lequel jouent la plupart des membres de la dernière cuvée d'Harmonium. Quelques chansons de ce disque avaient été jouées durant les prestations de la tournée de l'Heptade en 1977. La chanson Ça fait du bien est même utilisée comme finale lors des derniers spectacles de cette tournée qui s'étire pendant l'écriture et l'enregistrement de l'album de Fiori-Séguin.

### Séparation
Durant ses derniers mois, le groupe est tout juste au seuil d'une potentielle carrière internationale : CBS offre de financer, au coût de plusieurs millions de dollars, la création d'une version en langue anglaise de L'Heptade. Fiori, qui est épuisé et trouvant le poids du succès très lourd à porter, refuse cette offre qu'une partie du groupe aurait acceptée, ce qui en effritera sa cohésion. En 1979, sort le disque Live au El Casino de Neil Chotem, enregistré les 26 et 27 mai 1979 dans cette salle de Montréal,, existante de 1968 à 1979, sur lequel les musiciens d'Harmonium participent autant à l'écriture qu'à l'enregistrement sans être crédité comme groupe. Cette même année, un dernier spectacle, un amalgame Harmonium-Fiori-Séguin-Chotem, a lieu au « festival Bromont sous les étoiles » avec un Fiori vidé, léthargique, qui subséquemment quittera l'avant-scène de la musique québécoise. La publication en 1980 de l'album live Harmonium en tournée permettra au groupe de renflouer les coffres à la suite de dettes encourues par la tournée et d'une poursuite par le Parti québécois pour la débâcle du spectacle annulé à Berkeley.

### Épilogue
Denis Farmer, le batteur du groupe depuis L'Heptade meurt d’une rupture d'anévrisme au cerveau à 44 ans, le 26 mai 1993.
Les disques du groupe sont réédités en format disque compact dans les années 1990 et, dans les années 2010, remastérisés sauf pour Les Cinq saisons qui tarde toujours à sortir. Une chanson inédite, C'est dans le noir, sort le 18 novembre 2016 en single téléchargeable pour accompagner l'Heptade XL. Peu de temps après, Louis Valois annonce qu'il ferme son studio d'enregistrement, Post-M de Montréal, et installe une partie de l'équipement dans la maison de Serge Fiori dans le Vieux-Longueuil. Une collaboration du noyau d'Harmonium semblait possible mais, subséquemment, Valois affirme que « la pression était trop grande […] l'attente aurait été énorme », ce qui a mis un frein à ce projet. En 2019 sort l'album Seul ensemble, une relecture des titres d'Harmonium par Fiori et Louis-Jean Cormier pour le spectacle du même nom du Cirque Éloize suivi en 2020 d'Histoires sans paroles : Harmonium symphonique, une adaptation orchestrale du répertoire complet du groupe par Simon Leclerc.
Le jour de la Fête nationale du Québec, le 24 juin 2025, Serge Fiori meurt de causes naturelles à 73 ans. Un hommage national est organisé le 15 juillet 2025. Pour l'occasion, une partie des membres de Harmonium composé de Louis Valois, Monique Fauteux, Serge Locat, Pierre Daigneault et Libert Subirana y interprète la chanson Histoire sans paroles pour la première fois depuis 1979.

## Membres
- Serge Fiori : chant, guitare acoustique 6 cordes, guitare acoustique 12 cordes, guitare électrique, flûte traversière, mandoline, percussions, chœurs (1973-1978)
- Louis Valois : chœurs, basse, piano électrique et acoustique (1973-1978)
- Michel Normandeau : chœurs, guitare acoustique 6 cordes, accordéon, dulcimer, harmonica (1973-1976)
- Pierre Daigneault : clarinette, clarinette basse, flûte à bec, flûte traversière, flûte en sol, piccolo, saxophone soprano (1975-1976)
- Serge Locat : claviers, piano, orgue, mellotron, synthétiseur Minimoog (1975-1978)
- Libert Subirana : flûtes, saxophone, clarinette (1976-1978)
- Denis Farmer : batterie, percussions (1976-1978)
- Robert Stanley : guitares acoustiques et électriques (1976-1978)
- Monique Fauteux : chœurs, chant (piano électrique sur scène[52]) (1976-1978)
- Jeffrey Fisher : claviers (sur scène) (1977-1978)

## Hommages

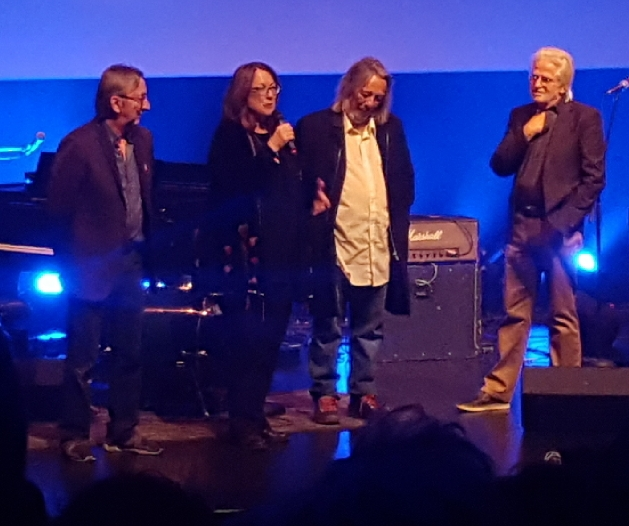
Une réunion partielle d'Harmonium en 2019, à Montréal au théâtre Outremont. On voit dans l'ordre Serge Locat, Monique Fauteux, Serge Fiori et Louis Valois.

Les trois albums studio du groupe seront inclus dans la liste des meilleurs disques de l'histoire du Canada dans le livre The Top 100 Canadian Albums publié en 2007 par le journaliste Bob Mersereau,.
En 2006 sort l'album Serge Fiori: Un Musicien Parmi Tant d'Autres qui réunit des artistes, chanteurs et musiciens venus rendre hommage à la musique de Serge Fiori en reprenant certaines de ses chansons à leur manière. On y retrouve, par ordre d'apparition sur l'album, Marc Déry, Mes Aieux, Marco Calliari, Catherine Durand, Boom Desjardins, France D'Amour, Éric Lapointe, Bruno Pelletier et Diane Dufresne, en plus de Marie-Jo Thério et Nanette Workman.

### Gala de l'ADISQ 2018
Les membres du groupe ont reçu un Prix Félix honorifique en clôture du 40e gala le 28 octobre 2018 à la salle Wilfrid-Pelletier de la Place des Arts à Montréal. Un montage vidéo d'entrevues et de témoignages est présenté avec des extraits de chansons interprétées en direct par Philippe Brach, Patrice Michaud, Yann Perreau, Ariane Moffatt, Marie-Pierre Arthur et Catherine Major ou sur l'écran par Céline Dion, Michel Rivard, Richard Séguin et Paul Piché,,, accompagnés de l'Orchestre symphonique de Montréal dirigé par Simon Leclerc. Louis Valois, Michel Normandeau, Monique Fauteux, Serge Locat, Pierre Daigneault et Libert Subirana étaient présents à la cérémonie avec Serge Fiori, très émotif, qui a pris la parole pour remercier le public.

### Panthéon des auteurs et compositeurs canadiens
Serge Fiori, Michel Normandeau, Serge Locat et Louis Valois sont intronisés au Temple de la renommée du Panthéon des auteurs et compositeurs canadiens lors de la 30e édition du Gala SOCAN à Montréal, le 22 septembre 2019. Durant la soirée, animée par Pierre-Yves Lord, on a pu entendre Luce Dufault et Antoine Gratton interpréter quelques chansons du groupe.

### Histoires sans paroles: Harmonium symphonique
En 2020, l'intégrale de la musique du groupe est adaptée en version symphonique intitulée Histoires sans paroles : Harmonium symphonique. Projet initié en 2018 par Nicolas Lemieux, la relecture de l'œuvre du groupe est prise en charge par le chef d’orchestre de la série OSM POP, Simon Leclerc. Cet album double est publié en téléchargement, en version intégrale seulement, ou par commande postale en album physique CD et vinyle le 3 décembre 2020. L'enregistrement est effectué en mai durant vingt-et-un jours sur la scène de la Maison symphonique de Montréal par les 68 musiciens de Orchestre symphonique de Montréal, le Chœur des Jeunes de Laval et les solistes invités Luce Dufault et Kim Richardson,. L'illustration de la pochette est le tableau Le Jacob-Chatou que Jean-Paul Riopelle a peint en 1954,. L'album est lancé, au réseau Noovo, la même journée, lors de la 100e émission de Julie Snyder La semaine des 4 Julie, co-produite par l'animatrice et Stéphane Laporte.
Quarante mille exemplaires ont été vendues en trois semaines, sans compter les téléchargements, pour atteindre la certification disque d’or. La certification platine, avec 80 000 exemplaires vendues, est atteinte en février. En date de juin 2022, les ventes de l’album frôlent les 150 000 exemplaires.
La prestation complète est présentée sur la scène de l'Amphithéâtre Cogeco de Trois-Rivières, du 24 mai au 4 juin 2022, jouée par l'Orchestre symphonique de Trois-Rivières. Elle sera aussi présentée en octobre à la salle Wilfrid-Pelletier de la Place des Arts, cette fois interprétée par l'Orchestre symphonique de Montréal. De plus, du 1er au 3 septembre, La grand-messe, une version dites « spirituelle », sera présentée à l'Église Saint-Jean-Baptiste de Montréal. Le producteur Nicolas Lemieux planifie présenter Harmonium symphonique en sept configurations jusqu'en 2027 autant au Québec qu'à l'étranger.
La captation de la présentation du spectacle à la Place des arts, avec l'Orchestre symphonique de Montréal dirigée par la cheffe d’orchestre Dina Gilbert, est présentée au cinéma à partir du 11 avril 2024. Ce film est réalisé par Benoit Giguère.

## Discographie

### Singles
- 1974 : Pour un instant / 100 000 Raisons (Célébration, CEL 2093X)
- 1975 : Dixie / En pleine face (Célébration, CEL 2132X)
- 2016 : C'est dans le noir (Sony Music Canada) single en téléchargement

### Albums
Au besoin, les crédits d'écriture sont séparées - Paroles / Musique

### Rééditions

#### L'Heptade XL
Croyant tous que les bandes maîtresses avaient été perdues en 1982 à la suite d'une inondation dans la voûte de la CBS, celles-ci sont retrouvées en 2015 lors du déménagement des bureaux de la branche montréalaise de Sony Music Entertainment. Une réédition, remixée et remasterisée par Serge Fiori et Louis Valois, intitulée L'Heptade XL sort en magasins et en ligne le 18 novembre 2016 pour souligner le quarantième anniversaire de sa sortie, comme l'indique l'ajout au titre de « 40 » en numération romaine.
Cette version est accompagnée de la chanson inédite C'est dans le noir, disponible en téléchargement, qui n'avait pu être entendue qu'en concert en 1976 et 1977. De plus, un DVD, intitulé Viens voir le paysage avec une captation du spectacle est mis en vente au même moment.

#### Seul ensemble
Single de Harmonium
C'est dans le noir
Bien que cet album double de relectures de chansons ne soit associé principalement qu'à Serge Fiori, des vingt-neuf pièces entendues, seules Ça fait du bien et Viens danser, du disque Deux cents nuits à l'heure de Fiori-Séguin, ne sont pas tirées des disques d'Harmonium, bien qu'elles ont été jouées par le groupe, la dernière est entendue dans le film Harmonium en Californie. Publiée le 8 mars 2019, cette collaboration avec Louis-Jean Cormier et Alex McMahon est la trame sonore du spectacle Seul ensemble du Cirque Éloize. Les bandes originelles sont conservées mais retravaillée par le retrait de certaines parties et par l'ajout de nouvelles instrumentations. La chanson De la chambre au salon, dans sa nouvelle mouture, est sortie le 20 février en single promotionnel.

#### Harmonium XLV
Le 6 décembre 2019 sort une réédition remixée du premier album avec une version alternative de Pour un instant possédant un solo inédit d'harmonica joué à l'époque par Michel Normandeau et une partition supplémentaire enregistrée en 2019. Outre le remixage avec la technologie moderne, tout au long du disque on peut entendre des notes qui ont été omises lors du mixage d'origine, dont de nouvelles parties de guitare, quelques-unes supprimées, en plus d'une finale revisitée pour Vieilles courroies et un prolongement du solo de guitare effectué par Fiori sur Aujourd'hui, je dis bonjour à la vie qui avait été coupé lors du fondu en fermeture. La face B 100,000 raisons, rajoutée à la réédition de 1992, est exclue de cette édition.

#### Si on avait besoin d'une cinquième saison
Lors d'une conférence de presse le 18 octobre 2019, annonçant le remixage du premier album, Serge Fiori laisse entendre qu'une réédition qui « ira au-delà d’un remix » est planifié pour l'album « La cinquième saison ».

## Mini-série
En 2003, la mini-série biographique Harmonium est produite par Zone3, écrite par Guy Boutin et Andrée Pelletier, réalisée par Stephan Milijevic et mettait en vedette Martin Desgagné, Olivier Aubin et Tobie Pelletier,. Le premier imprésario, Yves Ladouceur, qui a publié en 2000 une biographie du groupe dont les membres réfutent la véracité, a réclamé une injonction sur la diffusion de la série pour atteinte aux droits moraux alléguant que « la mini-série consacrée à Harmonium ignore complètement sa présence dans l’histoire du groupe ». Le tribunal a rejeté l'injonction et la mini-série a été diffusée comme prévu. À la lecture du scénario, les membres du groupe observent eux aussi que l'histoire présentée ne respecte pas les faits. Fiori et Valois passent trois jours à effectuer des changements importants. Mais, peine perdue, le tournage est déjà commencé depuis un mois et il est trop tard pour corriger le tir. Les critiques sont unanimement mauvaises.